# Glasperlenspiel

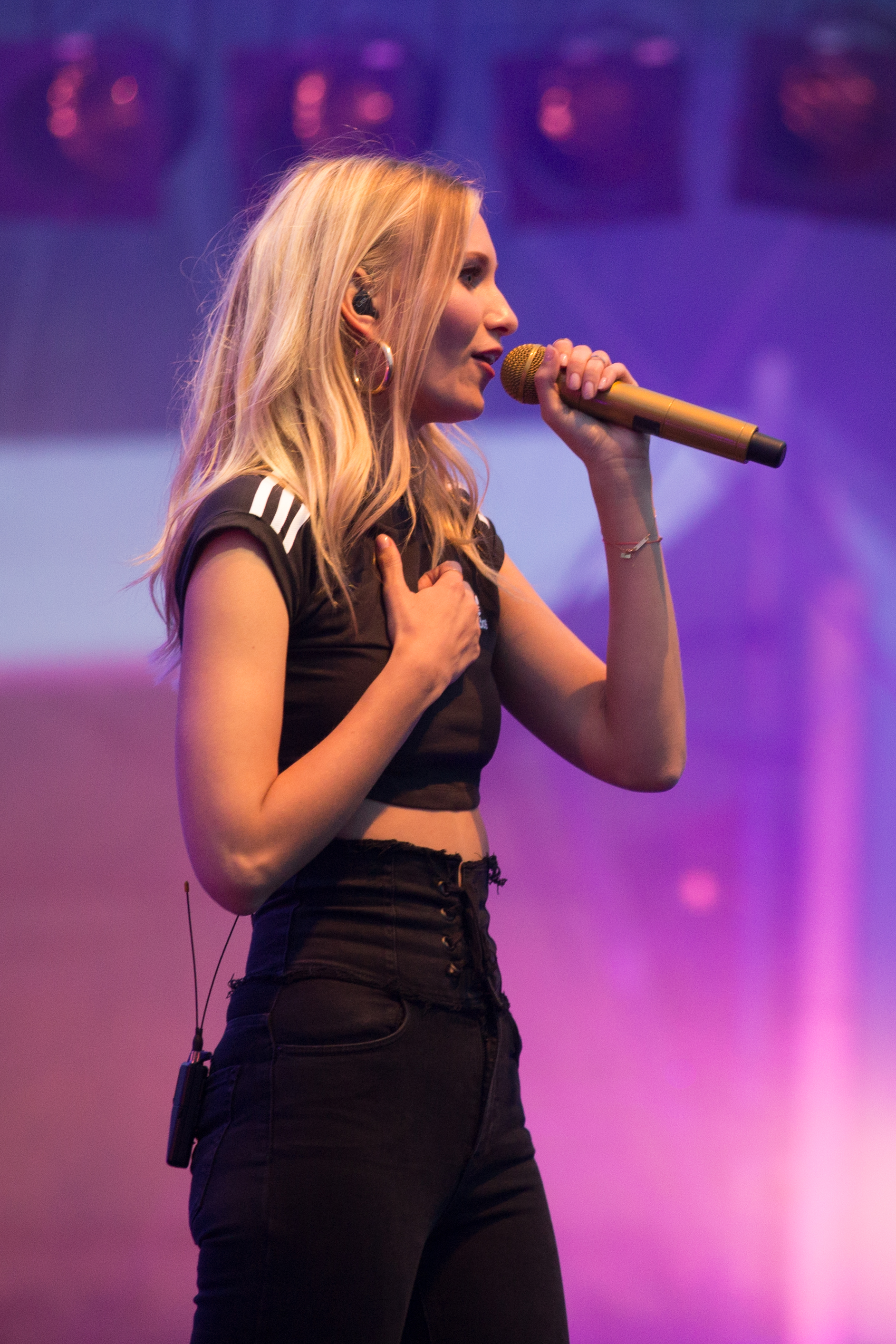
Carolin Niemczyk

Glasperlenspiel – niemiecki zespół grający muzykę elektropop. W skład zespołu wchodzą Carolin Niemczyk (ur. 24 lipca 1990 w Singen (Hohentwiel)) i Daniel Grunenberg (ur. 8 listopada 1988 w Stockach). Oboje należeli wcześniej do Stockacher Kirchen-Pop-Band Crazy Flowers, którego repertuar składał się ze współczesnych coverów i piosenek pop z tekstem sakralnym.
Keine Zeit byłą 7-osobową kapelą, która oprócz piosenek sakralnych wykonywała także piosenki świeckie. Ich repertuar zawierał głównie covery, ale także własne kompozycje duetu Niemczyk i Grunenberg bazujący na niemieckich tekstach, którzy założyli zespół nadają nazwę Glasperlenspiel inspirując się powieścią pod tym samym tytułem autorstwa Hermanna Hessego. Niemczyk i Grunenberg są parą od 2006. Przyznali to w programie „einundzwanzig.TV”.
18 stycznia 2010 wygrali jako Keine Zeit z piosenką Versinke konkurs Radia ENERGY Newcomer Contest 2009/2010.
29 września 2011 zespół Glasperlenspiel wystąpił na Bundesvision Song Contest 2011 reprezentując land Badenia-Wirtembergia i zdobyli czwarte miejsce wykonując utwór Echt.
16 marca 2012 zespół wydał drugi singiel Ich bin ich z albumu Beweg dich mit mir. W niemieckim notowaniu zajął on miejsce 32.
10 sierpnia 2012 miała miejsce premiera videoklipu do trzeciego singla Freundschaft. Z tej okazji została nagrana nowa wersja tego singla. Singiel wspiął się jeden dzień przed terminem premiery do Top 20 niemieckiego iTunes Charts i zajął ostatecznie miejsce 17 w notowaniach singli. W austriackich notowaniach singiel osiągnął Top 50.
16 maja 2020 z utworem „Immer da” reprezentowali Polskę na pierwszej edycji organizowanego przez telewizję ProSieben konkursu „Free European Song Contest” będącego niemiecką kopią Konkursu Piosenki Eurowizji. Glasperlenspiel zajął tam 11. miejsce na 16 uczestników.

## Dyskografia

### Albumy
| Rok  | Tytuł              | Notowania    | Notowania   | Notowania    | Uwagi                                         |
| Rok  | Tytuł              | DE           | AT          | CH           | Uwagi                                         |
| ---- | ------------------ | ------------ | ----------- | ------------ | --------------------------------------------- |
| 2011 | Beweg dich mit mir | 15 (26 tyg.) | –           | –            | Premiera: 30 września 2011 Sprzedaż: +100.000 |
| 2013 | Grenzenlos         | 8 (23 tyg.)  | –           | 61 (1 tydz.) | Premiera: 10 maja 2013 Sprzedaż: +100.000     |
| 2015 | Tag X              | 14 (37 tyg.) | 54 (5 tyg.) | 49 (13 tyg.) | Premiera: 29 maja 2015 Sprzedaż: +107.500     |
| 2018 | Licht & Schatten   | 5 (10 tyg.)  | 23 (2 tyg.) | 40 (1 tydz.) | Premiera: 20 kwietnia 2018                    |

### Single
| Rok  | Tytuł                                               | Notowania    | Notowania   | Notowania   | Uwagi                                          |
| Rok  | Tytuł                                               | DE           | AT          | CH          | Uwagi                                          |
| ---- | --------------------------------------------------- | ------------ | ----------- | ----------- | ---------------------------------------------- |
| 2011 | Echt Beweg dich mit mir                             | 9 (34 tyg.)  | 54 (5 tyg.) | –           | Premiera: 9 września 2011 Sprzedaż: + 150.000  |
| 2012 | Ich bin ich Beweg dich mit mir                      | 32 (9 tyg.)  | –           | –           | Premiera: 16 marca 2012                        |
| 2012 | Freundschaft Beweg dich mit mir                     | 17 (12 tyg.) | 47 (5 tyg.) | 66 (1 tyg.) | Premiera: 24 sierpnia 2012                     |
| 2013 | Nie vergessen Grenzenlos                            | 9 (23 tyg.)  | 43 (3 tyg.) | –           | Premiera: 26 kwietnia 2013 Sprzedaż: + 150.000 |
| 2013 | Grenzenlos                                          | 90 (1 tyg.)  | –           | –           | Premiera: 6 września 2013                      |
| 2014 | Moment Grenzenlos in diesem Moment                  | 63 (2 tyg.)  | –           | –           | Premiera: 13 czerwca 2014                      |
| 2015 | Geiles Leben Tag X                                  | 2 (55 tyg.)  | 2 (38 tyg.) | 1 (37 tyg.) | Premiera: 28 sierpnia 2015 Sprzedaż: + 630.000 |
| 2018 | Royals & Kings (feat. Summer Cem) Licht & Schattenn | 70 (5 tyg.)  | –           | –           | Premiera: 2 marca 2018                         |